# The Lotus Eaters (film)
Pour l’article homonyme, voir The Lotus Eaters.
The Lotus Eaters est un film dramatique canadien de 1993, écrit par Peggy Thompson et réalisé par Paul Shapiro. 
Le film met en vedette R.H. Thomson et Sheila McCarthy dans le rôle de Hal et Diana Kingswood, un couple marié vivant sur l'île Galiano en Colombie-Britannique dans les années 1960 avec leurs deux filles, Cleo (Tara Frederick) et Zoe (Aloka McLean).

## Distribution
- Tara Frederick : Cleo Kingswood
- Aloka McLean : Zoe Kingswood
- R. H. Thomson : Hal Kingswood
- Sheila McCarthy : Diana Kingswood
- Andrea Libman : Jo Spittle
- Tony Dakota : Geoffrey
- Jacques Hubert : Mr. Ralston
- Frances Hyland : Flora Kingswood
- Suzie Payne : Miss Oliffe
- Simon Webb : Rev Winter
- Patti Allan : Miss Storey
- Paul Soles : Tobias Spittle
- Gabe Khouth : Dwayne Spittle
- Michèle-Barbara Pelletier : Anne-Marie Andrews (comme Michèle Barbara Pelletier)
- Cameron Stewart (acteur) : violoniste
- Cliff Miller : musicien
- Dan Persyko : musicien
- Michael Tayles : Mr. Hoffman
- Conrad the Dog : Ace
- Digger : Mortimer
- Spot : Ogilvy

## Récompenses et nominations
Le film a remporté onze nominations au 14e Prix Génie et en a remporté trois :  
- Meilleure image
- Meilleur acteur (Thomson)
- Meilleure actrice (McCarthy)
- Meilleure actrice (McLean)
- Meilleure direction artistique / conception de production (David Roberts)
- Meilleure photographie (Thomas Burstyn)
- Meilleure conception de costumes (Sheila Bingham)
- Meilleur montage (Susan Shipton)
- Meilleur scénario (Thompson)
- Meilleur son (Dean Giammarco, Bill Sheppard, Paul A. Sharpe et Michael McGee)
- Meilleur montage sonore (Anne Bakker, Gael MacLean, Alison Grace, Maureen Wetteland et Ellen Gram)